# Археоантропи
Археоантро́пи (грец. αρχαιος — стародавній, ανθρωπος — людина) — «стародавні люди», застарілий термін, що описував давніх людей, які жили в ранню (гоміценову<) епоху антропогенового періоду в межах Великого Середземномор'я.
Під назвою археоантропи об'єднували всіх відомих стародавніх викопних людей, рештки яких знайдено на о. Ява (пітекантроп), в Китаї (синантроп), Алжирі (атлантроп), Пд. Німеччині (гейдельберзька людина.
Археоантропи зовні ще дуже нагадували людиноподібних мавп, мали розвинений волосяний покрив, жили в малозалісених місцевостях, там, де були печери та інші сховища, виробляли знаряддя праці (з каменю, кісток, дерева), користувалися вогнем.
Об'єм головного мозку становив у археоантропів 800—1000 см3, що значно перевищує об'єм головного мозку антропоїдів.